# Ti sento (Scooter)
Nel 2009 il gruppo musicale tedesco degli Scooter pubblica Ti sento come secondo singolo estratto dall'album Under the Radar Over the Top. Il brano è presente sui vari supporti con diversi remix; la versione più ricorrente (radio mix) è anche quella più breve (3:55).
Antonella Ruggiero collabora col gruppo agli arrangiamenti, canta il brano in versione techno e partecipa al video ufficiale.
Questo singolo, durante il 2009, raggiunge velocemente alte posizioni di classica in alcuni paesi europei: 5° in Ungheria, 10° in Germania, 27° in Austria, 32° in Repubblica Ceca, 45° in Svizzera e risulta 33° nell'Eurochart Hot 100 Singles.